# Präzisionismus

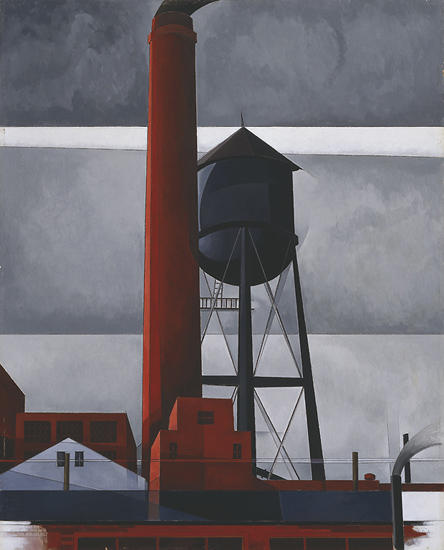
Das präzisionistische Gemälde Chimney and Watertower von Charles Demuth zeigt in der Technik den Einfluss des Kubismus, in der Auswahl des Motivs den des Realismus.

Der Präzisionismus (engl. Precisionism) war eine Stilrichtung in der amerikanischen Malerei, die nach dem Ersten Weltkrieg entstand. Die Bewegung hatte ihren Höhepunkt in den 1920er- und 1930er-Jahren und gilt als eine der ersten genuin modernen Kunstrichtungen in den Vereinigten Staaten. Der Präzisionismus war Teil des amerikanischen Realismus und stark vom Kubismus und Futurismus beeinflusst.

## Motive und Stil
Wie andere Realisten setzten sich die Vertreter des Präzisionismus bewusst von der traditionellen Landschaftsmalerei und der historisierenden, aber auch der abstrakten Kunst ab. Als Motive wählten sie vor allem Großstädte, Industriekomplexe und andere technische Einrichtungen. Da sie mit präzisen geometrischen Formen und perfekten Farbverläufen ohne Unreinheiten arbeiteten, wurden sie auch Sterilists (Sterilisten) und Immaculates (die Makellosen) genannt. Die Darstellungen zeugen von einem wachsenden Selbstbewusstsein der amerikanischen Industriegesellschaft sowie einer gewissen Bewunderung für ihre Bauten, doch war der soziale Kommentar (anders als bei der Ashcan School) kein zentrales Element des Präzisionismus.

## Rezeption
Die Werke der Präzisionisten wurden von zeitgenössischen Kritikern als technisch versiert und typisch amerikanisch positiv gewürdigt. Rückblickend gilt die Bewegung als bedeutender Beitrag zur Entwicklung der amerikanischen Moderne. In späteren Jahrzehnten wurde jedoch auch die ideologische Ambivalenz der Darstellungen thematisiert. Die visuelle Klarheit der Werke wurde teilweise auch als kalt, entmenschlicht oder zu technisch kritisiert. Der Präzisionismus beeinflusste spätere Kunstformen wie den Fotorealismus, die Hard-Edge-Malerei und minimalistische Architekturvisualisierungen. Einige Elemente des Stils finden sich auch in der amerikanischen Pop-Art wieder.

## Vertreter
Zu den Künstlern, deren Werke als Ausdruck des Präzisionismus gelten, gehören: Anna Held Audette, George Ault, Ralston Crawford, Francis Criss, Stuart Davis, Charles Demuth, Georgia O’Keeffe, Preston Dickinson, Elsie Driggs, Louis Lozowick, Gerald Murphy, Charles Sheeler, Niles Spencer, Morton Schamberg, Joseph Stella, Charles Rosen, Dale Nichols, Millard Sheets, Edward Hopper, Virginia Berresford, Henry Billings, Peter Blume, Stefan Hirsch, Edmund Lewandowski, John Storrs, Miklos Suba, Sandor Bernath, Herman Trunk, Arnold Wiltz, Clarence Holbrook Carter, Edgar Corbridge und die Fotografen Paul Strand and Lewis Hine.